# نظر أباد (مقاطعة دلفان)
نظر أباد (بالفارسية: نظرآباد) هي مستوطنة تقع في قسم ميربغ الشمالي الريفي (مقاطعة دلفان) في إيران. يقدر عدد سكانها بـ 218 نسمة .